# Biathlon ai XIX Giochi olimpici invernali
Nel biathlon ai XIX Giochi olimpici invernali, che si svolsero nel 2002 a Salt Lake City (Stati Uniti), vennero assegnate medaglie in otto specialità.

## Risultati

### Biathlon maschile

#### 10 km
| Posizione | Atleta               | Nazione  | Tempo / Pen. |
| --------- | -------------------- | -------- | ------------ |
| 1         | Ole Einar Bjørndalen | Norvegia | 24:51,3 / 0  |
| 2         | Sven Fischer         | Germania | 25:20,2 / 1  |
| 3         | Wolfgang Perner      | Austria  | 25:44,4 / 0  |

#### 20 km
| Posizione | Atleta               | Nazione  | Tempo / Pen. |
| --------- | -------------------- | -------- | ------------ |
| 1         | Ole Einar Bjørndalen | Norvegia | 51:03,3 / 2  |
| 2         | Frank Luck           | Germania | 51:39,4 / 0  |
| 3         | Viktor Majgurov      | Russia   | 51:40,6 / 1  |

#### 12,5 km a inseguimento
| Posizione | Atleta               | Nazione  | Tempo / Pen. |
| --------- | -------------------- | -------- | ------------ |
| 1         | Ole Einar Bjørndalen | Norvegia | 32:34,6 /2   |
| 2         | Raphaël Poirée       | Francia  | 33:17,6 / 1  |
| 3         | Ricco Groß           | Germania | 33:30,6 / 2  |

#### Staffetta 4x7,5 km
| Posizione | Nazione  | Atleti                                                             | Tempo / Pen.  |
| --------- | -------- | ------------------------------------------------------------------ | ------------- |
| 1         | Norvegia | Halvard Hanevold Frode Andresen Egil Gjelland Ole Einar Bjørndalen | 1:23:42,3 /0  |
| 2         | Germania | Ricco Groß Peter Sendel Sven Fischer Frank Luck                    | 1:24:27,6 / 1 |
| 3         | Francia  | Gilles Marguet Vincent Defrasne Julien Robert Raphaël Poirée       | 1:24:36,6 / 0 |

### Biathlon femminile

#### 7,5 km
| Posizione | Atleta             | Nazione  | Tempo / Pen. |
| --------- | ------------------ | -------- | ------------ |
| 1         | Kati Wilhelm       | Germania | 20:41,4 /0   |
| 2         | Uschi Disl         | Germania | 20:57,0 / 1  |
| 3         | Magdalena Forsberg | Svezia   | 21:20,4 / 1  |

#### 15 km
| Posizione | Atleta             | Nazione  | Tempo / Pen. |
| --------- | ------------------ | -------- | ------------ |
| 1         | Andrea Henkel      | Germania | 47:29,1 / 1  |
| 2         | Liv Grete Poirée   | Norvegia | 47:37,0 / 1  |
| 3         | Magdalena Forsberg | Svezia   | 48:08,3 / 3  |

#### 10 km a inseguimento
| Posizione | Atleta           | Nazione  | Tempo / Pen. |
| --------- | ---------------- | -------- | ------------ |
| 1         | Ol'ga Medvedceva | Russia   | 31:07,7 / 1  |
| 2         | Kati Wilhelm     | Germania | 31:13,0 / 4  |
| 3         | Irina Nikulčina  | Bulgaria | 21:20,4 / 1  |

#### Staffetta 4x7,5 km
| Posizione | Nazione  | Atlete                                                                    | Tempo / Pen.  |
| --------- | -------- | ------------------------------------------------------------------------- | ------------- |
| 1         | Germania | Katrin Apel Uschi Disl Andrea Henkel Kati Wilhelm                         | 1:27:55,0 / 1 |
| 2         | Norvegia | Ann Elen Skjelbreid Linda Grubben Gunn Margit Andreassen Liv Grete Poirée | 1:28:25,6 / 0 |
| 3         | Russia   | Ol'ga Medvedceva Galina Kukleva Svetlana Išmuratova Al'bina Achatova      | 1:29:19,7 / 2 |

## Medagliere per nazioni
| Pos.   | Paese    | Oro | Argento | Bronzo | Totale |
| ------ | -------- | --- | ------- | ------ | ------ |
| 1      | Norvegia | 4   | 2       | 0      | 6      |
| 2      | Germania | 3   | 5       | 1      | 9      |
| 3      | Russia   | 1   | 0       | 2      | 3      |
| 4      | Francia  | 0   | 1       | 1      | 2      |
| 5      | Svezia   | 0   | 0       | 2      | 2      |
| 6      | Bulgaria | 0   | 0       | 1      | 1      |
| 6      | Austria  | 0   | 0       | 1      | 1      |
| Totale | Totale   | 8   | 8       | 8      | 24     |